# Indigofera cylindrica
Indigofera cylindrica là một loài thực vật có hoa trong họ Đậu. Loài này được sensu auct. miêu tả khoa học đầu tiên.